# Shun'ya Mōri
Shun'ya Mōri (毛利 駿也 Mōri Shun'ya?, Toyama, 10 de abril de 1995) es un futbolista japonés que juega como defensa en el Zweigen Kanazawa de la J2 League.

## Trayectoria

### Clubes
| Club             | País  | Año       |
| ---------------- | ----- | --------- |
| Zweigen Kanazawa | Japón | 2018-2019 |
| Shonan Bellmare  | Japón | 2019-2021 |
| Zweigen Kanazawa | Japón | 2022-     |